# Судова система Вірменії
Судова система Вірменії та їх утворення визначаються Конституцією Республіки Вірменія та Законом Вірменії «Про судоустрій».
Правосуддя в Республіці Вірменія здійснюється тільки судами. При здійсненні правосуддя судді незалежні і підкоряються лише закону. Створення надзвичайних судів забороняється. Присвоєння повноважень суду карається законом.
Судова система Вірменії складається з Конституційного Суду та судів загальної юрисдикції.

## Конституційний суд
Конституційний Суд — вищий орган конституційного правосуддя, забезпечує верховенство і безпосередню дії Конституції у правовій системі Республіки Вірменія. При здійсненні конституційного правосуддя Конституційний Суд незалежний і підкоряється тільки Конституції.
Конституційний Суд здійснює абстрактний контроль за конституційністю правових норм.

## Суди загальної юрисдикції
Суди загальної юрисдикції складаються з Касаційного Суду, трьох спеціалізованих апеляційних судів та сімнадцяти неспеціалізованих судів першої інстанції.

### Касаційний суд
Касаційний Суд — це суд, який переглядає в межах підстав, зазначених у касаційній скарзі, що вступили в законну силу рішення, вироки та інші вирішуючі справу по суті остаточні рішення судів першої інстанції та апеляційних судів, вироки, що не набрали законної чинності та інші вирішуючі справу по суті остаточні рішення апеляційного суду у кримінальних та військових справах, на підставі касаційних скарг, принесених на ці акти. Рішення Касаційного Суду вступає в законну силу з моменту її винесення і оскарженню не підлягає. У Республіці Вірменія діє один Касаційний Суд.
Касаційний Суд складається з:
- 1) Голови Касаційного Суду;
- 2) Палати з цивільних та господарських справ;
- 3) Палати з кримінальних та військових справ.

Кожна палата Касаційного Суду складається з голови палати Касаційного Суду і п'яти суддів палати.
Судової територією Касаційного Суду є територія Республіки Вірменія. Осідок Касаційного Суду — місто Єреван.

### Апеляційні суди
Апеляційний суд — це суд, що повторно розглядає на підставі апеляційної скарги справи по суті, розглянуті в суді першої інстанції. Апеляційний суд не зв'язаний доводами апеляційних скарг і може розглянути справу в повному обсязі. Рішення та ухвали апеляційного суду набирають законної сили з моменту їх проголошення. Вироки апеляційного суду у кримінальних та військових справах та інші остаточні рішення, що дозволяють справу по суті, набирають законної сили після закінчення встановленого для принесення апеляційної скарги терміну, якщо такі скарги не були принесені в порядку, встановленому Кримінально-процесуальним кодексом Республіки Вірменія.
У Республіці Вірменія діють три апеляційних суди:
- 1) апеляційний суд з цивільних справ у складі голови суду і 9 суддів;
- 2) апеляційний суд з господарських справ у складі голови суду і 6 суддів;
- 3) апеляційний суд з кримінальних та військових справ у складі голови суду і 12 суддів.

Судовою територією апеляційного суду є територія Республіки Вірменія. Місце перебування апеляційних судів — місто Єреван.

### Перша інстанція
Суд першої інстанції розглядає по суті всі справи цивільні, господарські, кримінальні, військові та за адміністративні правопорушення, а також в установленому законом порядку вирішує питання надання дозволу на арешт, обшук квартири, а також обмеження права на таємницю листування, телефонних переговорів, поштових, телеграфних та інших повідомлень. Суд першої інстанції здійснює інші надані йому законом повноваження. У Республіці Вірменія діють сімнадцять судів першої інстанції. У кожній області Республіки Вірменія діє один суд першої інстанції, судовою територією якого (юрисдикцією) є адміністративна територія даної області. У місті Єревані діють сім судів першої інстанції, судовою територією кожної з яких є адміністративна територія даного муніципалітету (муніципалітетів). Місце перебування судів першої інстанції знаходиться на адміністративній території відповідної області (муніципалітету, муніципалітетів).

## Таблиця судів
| Назва                                                         | Розташування | Кількість суддів (з головою суду) |
| ------------------------------------------------------------- | ------------ | --------------------------------- |
| Конституційний Суд                                            | Єреван       | 9                                 |
|                                                               |              |                                   |
|                                                               |              |                                   |
| Касаційний Суд                                                | Єреван       | 13                                |
|                                                               |              |                                   |
| Апеляційний суд з цивільних справ                             | Єреван       | 10                                |
| Апеляційний суд з господарських справ                         | Єреван       | 7                                 |
| Апеляційний суд з кримінальних та військових справ            | Єреван       | 13                                |
|                                                               |              |                                   |
| Суд першої інстанції муніципалітетів Еребуні і Нубарашен      | Єреван       | 5                                 |
| Суд першої інстанції муніципалітетів Центр і Норк-Мараш       | Єреван       | 5                                 |
| Суд першої інстанції муніципалітетів Ачапняк і Давідашен      | Єреван       | 3                                 |
| Суд першої інстанції муніципалітетів Аван і Нор Норк          | Єреван       | 5                                 |
| Суд першої інстанції муніципалітетів Арабкір і Канакер-Зейтун | Єреван       | 5                                 |
| Суд першої інстанції муніципалітету Шенгавіт                  | Єреван       | 4                                 |
| Суд першої інстанції муніципалітету Малатія-Себастія          | Єреван       | 5                                 |
| Суд першої інстанції Котайкської області                      | Раздан       | 7                                 |
| Суд першої інстанції Араратської області                      | Арташат      | 6                                 |
| Суд першої інстанції Армавірської області                     | Армавір      | 6                                 |
| Суд першої інстанції Арагацотнської області                   | Аштарак      | 4                                 |
| Суд першої інстанції Ширакської області                       | Ґюмрі        | 10                                |
| Суд першої інстанції Лорійської області                       | Ванадзор     | 9                                 |
| Суд першої інстанції Тавуської області                        | Іджеван      | 4                                 |
| Суд першої інстанції Гегаркунікської області                  | Ґавар        | 6                                 |
| Суд першої інстанції Вайоцдзорської області                   | Єхеґнадзор   | 2                                 |
| Суд першої інстанції Сюнікської області                       | Капан        | 5                                 |